# Bab Berred
Bab Berred (en árabe: باب برد‎, en lenguas bereberes: ⴱⴰⴱ ⴱⵔⵔⴷ, en francés: Bab Berred) es una localidad en la región de Tánger-Tetuán-Alhucemas, el norte de Marruecos. En el censo de 2004 contaba con 25.875 habitantes. Se encuentra a mil metros sobre el nivel del mar, y su paisaje está dominado por el Monte Tizirán (Jbel Tizirane).
Geográficamente se encuentra en el área montañosa del Rif, y como muchas otras villas rifeñas, Bab Berred es conocida por el cultivo de cannabis. La localidad recibe cientos de felahs (campesinos arrendados), especialmente en abril cuando comienza la siembra de esta planta. En 2020, la importación de variedades no nativas de cannabis ha provocado terribles sequías en la zona, ya que solo la variedad local consume poca agua.